# Roy Robertson-Harris
Roy Robertson-Harris (* 23. Juli 1993 in Oakland, Kalifornien) ist ein US-amerikanischer American-Football-Spieler auf der Position des Defensive Ends in der National Football League (NFL), der zurzeit für die New York Giants spielt. Zuvor war er für die Chicago Bears, die Jacksonville Jaguars und die Seattle Seahawks aktiv.

## Frühe Jahre
Robertson-Harris ging in Grand Prairie, Texas, auf die Highschool. Später besuchte er die University of Texas at El Paso.

## NFL

### Chicago Bears
Nachdem Robertson-Harris im NFL-Draft 2016 nicht ausgewählt worden war, nahmen ihn die Chicago Bears am 9. Mai 2016 unter Vertrag. In seiner ersten NFL-Saison konnte er kein Spiel für die Bears absolvieren, da er die gesamte Saison auf der Reserve/non-football illness-Liste verbrachte. Seinen ersten Sack in der NFL konnte er am zweiten Spieltag in der Saison 2017 im Spiel gegen die Indianapolis Colts verzeichnen.
Am 12. November 2020 wurde er aufgrund einer Schulterverletzung auf die Injured Reserve List gesetzt.

### Jacksonville Jaguars
Am 17. März 2021 unterschrieb Robertson-Harris einen Dreijahresvertrag bei den Jacksonville Jaguars.

### Seattle Seahawks
Zur Stärkung ihrer Laufverteidigung verpflichteten die Seattle Seahawks Robertson-Harris am 15. Oktober 2024 im Tausch gegen einen Sechstrundenpick im NFL Draft 2026. Nach der Saison wurde er am 4. März 2025 entlassen.

### New York Giants
Kurz nach seiner Entlassung bei den Seahawks nahmen die New York Giants Robertson-Harris unter Vertrag.